# Антарктическая медаль (Норвегия)
Антарктическая медаль — памятная государственная награда Королевства Норвегия.

## История
Антарктическая медаль по своему положению относится к Королевской медали Заслуг, имеет с ней внешнее сходство, за исключением прикреплённой к ленте серебряной планки с надписью «ANTARKTIS». Медаль была учреждена королём Олафом V 3 февраля 1960 года для награждения 37 участников, вернувшихся из шестой антарктической экспедиции, проходившей в период с 1956 по 1960 годы.

## Описание
Медаль круглой формы из серебра с королевской геральдической короной наверху.
Аверс несёт на себе профильный погрудный портрет короля Олафа V, имеющий по окружности надписи: «OLAV • V • NORGES • KONGE • ALT • FOR • NORGE •».
На реверсе — венок из дубовых ветвей, четырежды в крест перевитый лентой. У края медали, по окружности, надпись: «KONGENS FORTJENSTMEDALJE» (Королевская медаль Заслуг). В центре медали гравируется имя награждённого и год вручения.
 Лента медали шёлковая, муаровая, красного цвета с жёлтой полоской по центру. На ленту прикреплена серебряная планка с надписью: «ANTARKTIS».